# 기적처럼
《기적처럼》은 대한민국의 채널A의 프로그램이다. 지독한 병마와 싸우며 고통과 절망에 놓여 있는 주인공이 동년배의 스타 친구를 만나 꼭 해보고 싶었던 일들을 성취해가며 잃어버렸던 행복과 희망을 찾는 프로그램이다.

## 방송 시간
- 2013년 5월 5일 ~ 2013년 5월 12일 : 매주 일요일 오후 9시 50분